# مانور (تگزاس)
مانور، تگزاس (به انگلیسی: Manor, Texas) یک شهر در ایالات متحده آمریکا با جمعیت ۵٬۰۳۷ نفر است که در تگزاس واقع شده‌است.